# 斯科特縣 (伊利諾伊州)
史考特郡（英語：Scott County）是美國伊利諾州西部的一個縣。面積655平方公里。根據美國2000年人口普查，共有人口5,537人。縣治溫徹斯特（Winchester）。
成立於1839年2月16日，縣名紀念當地一個拓荒者家庭。